# عزیزه مصطفی‌زاده (آلبوم)
| بررسی انتقادی | بررسی انتقادی |
| منبع          | رتبه‌بندی      |
| ------------- | ------------- |
| AllMusic      | [ ۱ ]         |

عزیزه (انگلیسی: Aziza) نخستین آلبوم عزیزه مصطفی‌زاده است که در سال ۱۹۹۱ توسط کلمبیا رکوردز منتشر شد.

## موسیقی
هر پانزده قطعهٔ این آلبوم را مصطفی‌زاده نوشته‌است. او روی سه مورد از ترانه‌های این آلبوم آواز خوانده‌است.

## انتشار و بازخورد
آلبوم عزیزه مصطفی‌زاده توسط کلمبیا رکوردز در نوامبر ۱۹۹۱ منتشر شد. منتقد آل‌موزیک در مورد این آلبوم نوشت: «پیانیست خوش‌بین به وضوح پتانسیل این را دارد که به یک نیروی اصلی در جاز بدل شود. در این مرحلهٔ اولیه، عزیزه از پیش چیزی برای ارائه داشته‌است.»
جز: راهنمای خشن این آلبوم را به‌عنوان یک «آلبوم زیبای بدون همراه» توصیف کرده و گفته‌است: «هر کسی که می‌ترسد جنبش جهانی موسیقی لزوماً از سازهای کلاویه‌ای گذر کند، باید دوباره فکر کند».

## فهرست قطعه‌ها
1. «خاموش و تنها» – ۳:۳۱
2. «چای روی فرش» – ۴:۰۳
3. «قبرستان» – ۶:۴۷
4. «الهام» – ۴:۳۷
5. «بازتاب» – ۴:۰۷
6. «فانتزی شرقی» – ۱۱:۱۶
7. «روز آبی» – ۴:۱۶
8. «شخصیت» – ۵:۱۶
9. «رؤیای عزیزه» – ۴:۵۰
10. «چارگاه» – ۵:۰۹
11. «تصنیف من» – ۴:۱۷
12. «نمی‌توانم بخوابم» – ۶:۴۶
13. «لحظه» – ۰:۴۷
14. «عاقلانه» – ۲:۰۲
15. «دو شمع» – ۵:۵۷

## عوامل
- عزیزه مصطفی‌زاده – پیانو، آواز